# ماساكي دوي
ماساكي دوي هو محاسب قانوني معتمد وسياسي ياباني، ولد في 17 يوليو 1960 في كارييا في اليابان. نشط حزبياً في الحزب الليبرالي الديمقراطي الياباني. وقد انتخب عضو مجلس النواب الياباني ‏.